# Nguyễn Văn Tài (thiếu tướng)
Nguyễn Văn Tài (sinh năm 1954) là một sĩ quan cấp cao trong Quân đội nhân dân Việt Nam, Giáo sư, Tiến sĩ, thiếu tướng, nguyên Phó Giám đốc Học viện Chính trị (2006–2018).

## Thân thế và sự nghiệp
Ông quê tại xã Liên Thủy, huyện Lệ Thủy, tỉnh Quảng Bình.
Năm 1972, ông có giấy gọi nhập học khoa Toán, Trường Đại học Tổng hợp Hà Nội, nhưng ông nhập ngũ và tham gia chiến đấu.
Năm 1985, ông được đặc cách vào học tại Học viện Chính trị Quân đội nhân dân Việt Nam.
Năm 2006, được bổ nhiệm giữ chức Phó Giám đốc Học viện Chính trị Quân đội nhân dân Việt Nam.
Năm 2009, ông được phong Thiếu tướng (2009)
Tháng 1 năm 2015, ông nghỉ quản lý.

## Danh hiệu
- Tiến sĩ (1998)
- Phó Giáo sư (2003)
- Giáo sư (2010)[2]
- Nhà giáo Ưu tú (2008)[2]
- Nhà giáo Nhân dân(2014)